# Азербайджанская Советская Социалистическая Республика
Азербайджа́нская Сове́тская Социалисти́ческая Респу́блика (с 5 декабря 1936 года; азерб. Азәрбајҹан Совет Сосиалист Республикасы) — социалистическое государство, провозглашённое 28 апреля 1920 года. До 1936 года Советская Социалистическая Республика Азербайджан, либо Азербайджа́нская Социалисти́ческая Сове́тская Респу́блика (азерб. آذربایجان سوسیالیست شورﺎ جومهوریتی, Azərbajcan Sosjalist Зyra Cumhyrijjəti), также известна под сокращёнными названиями как АзССР, АССР, Азербайджанская ССР или Советский Азербайджан.
Начиная с 12 марта 1922 года — часть Федеративного Союза Социалистических Советских Республик Закавказья (ФСССРЗ), преобразованного затем в ЗСФСР, которая стала одной из республик-учредителей СССР. 5 декабря 1936 года Азербайджанская ССР напрямую вошла в состав СССР и оставалась одной из её союзных республик до 1991 года.
Азербайджанская ССР являлась орденоносной республикой: она была награждена тремя орденами Ленина (1935, 1964, 1980), орденом Октябрьской Революции (1970) и орденом Дружбы народов (1972).

## Проблема суверенитета
После установления Советской власти, Азербайджан сохранил свою независимость. 5 мая В. И. Ленин послал от имени Совнаркома РСФСР (правительства) приветственную телеграмму Совнаркому Азербайджанской ССР. В этой телеграмме независимость Азербайджана упоминается четыре раза. Этот день был воспринят массами как день признания Азербайджанской ССР Советской Россией.
Первым шагом на пути потери независимости стало создание в 1921 году Закавказской Советской Федеративной Социалистической Республики (ЗСФСР) и завершилось образованием 30 декабря 1922 года СССР. Советско-российский правовед О. И. Чистяков писал следующее:

С 1922 года у нас господствовала американская идея сочетания суверенитета Союза с суверенитетом его членов. Конструкция, строго говоря, искусственная. В теории вроде бы признавалось, что суверенитет есть независимость государства от всякой власти внутри и вне его. Но если союзные республики были членами Союза, подчинялись его Конституции и прочему законодательству, то о какой независимости могла идти речь? В свою очередь и Союз, ограниченный в своих правах компетенцией союзных республик, тоже трудно считать вполне независимым. Но указанная конструкция суверенитета была закреплена в законе, а потому стала непререкаемой.

Среди советских юристов сложились две точки зрения на проблему суверенитета союзных республик. Одни полагали, что с объединением республик каждая республика делегировала ему часть своих прав и в равной мере самоограничила себя. Точки зрения об ограничении прав придерживались С. Л. Ронин, М. А. Кафар-заде, Ю. Г. Судницын и т. д. Значительная часть других юристов (А. И. Лепешкин, В. М. Корецкий, П. Е. Недбайло и т. д.) разделяла мнение о неограниченном или полном суверенитете союзной республики. Г. Х. Рябошапко, придерживаясь точки зрения о неограниченности суверенитета, апеллировал к Договору об образовании Союза ССР, Конституцию СССР 1924 года, принятых на её основе Конституциях союзных республик, а также действующих на тот момент Конституциях, доказывая, что в них отсутствуют указания на ограничение суверенитета союзных республик. Что касается Конституции СССР 1936 года, где шла речь об ограничении суверенитета союзных республик, то она рассматривалась как неудачно отредактированная, поскольку здесь речь должна идти об разграничении предметов ведения Союза и союзных республик. С этим был не согласен А. Ш. Мильман. Он обратил внимание, что по Конституции СССР 1924 года суверенитет союзной республики ограничен пределами «указанных в настоящей конституции», а в остальном самостоятельна осуществляет государственную власть. Более того, Конституция Азербайджанской ССР 1921 года (редакция 1925 года) гласит, что «Азербайджанская ССР есть суверенное государство. Суверенитет этот ограничен лишь в пределах, указанных в Основном Законе СССР и в Конституции ЗСФСР, и лишь по предметам, отнесённым к компетенции этих государственных образований».
Возможность вступления во внешнеполитические отношения, которое является одним из проявлений суверенитета, также выглядело противоречивым. Наркомат по иностранным делам Азербайджанской ССР просуществовал всего год (1920—1921) и был восстановлен спустя 23 года, став потом Министерством иностранных дел Азербайджанской ССР. Те авторы, которые разделяли мнение о неограниченности суверенитета, считали объединение в 1922 году дел внешних сношений союзных республик обеспечением укрепления их суверенитета. Когда же была учреждена Организация Объединённых Наций (ООН), то одними из его членов, наряду с СССР, стали только две республики: Украинская и Белорусская ССР.
К 1991 году Советский Азербайджан был одной из 15 союзных республик, составлявших вместе Союз ССР (СССР). При этом их история возникновения заметно отличалась. Белорусская ССР первоначально возникла на территории РСФСР как российская автономия, в то время как Азербайджанская ССР была провозглашена независимым государством в процессе передачи власти предыдущим правительством. Украинская, Армянская и Грузинская ССР возникли на части отделившихся от бывшей империи территорий, в то время как остальную территорию контролировали национальные правительства Грузии, Армении и Украины. Более того, все из перечисленных республик появились до образования СССР, в то время как другие союзные республик появились в годы существования СССР (пять среднеазиатских республик были выделены из состава РСФСР в 1920-х годах, а три прибалтийских государства присоединены в 1940 году). Были обратные случаи (Карело-Финская ССР из союзной республики превратилась в автономию РСФСР, а Тувинская Народная Республика вошла в состав СССР не как союзная республика, а как автономия РСФСР).

## Общие сведения
Азербайджанская ССР была образована 28 апреля 1920 сразу после падения Азербайджанской Демократической Республики. С 12 марта 1922 по 5 декабря 1936 год была частью Закавказской федерации, а с 5 декабря 1936 вошла непосредственно в СССР на правах Союзной республики. Местоположение — в юго-восточной части Закавказья. Граничила на севере с РСФСР (Дагестанская АССР), на северо-западе с Грузинской ССР, на юго-западе с Армянской ССР и Турцией, на юге с Ираном. На востоке омывалась Каспийским морем, площадь республики 86,6 тысяч км², включая острова Каспийского моря. Население 5042 тыс. чел. (на 1 января 1969, оценка). Столица — город Баку. С 1921 года, в состав Азербайджанской ССР входит Нахичеванская Автономная Советская Социалистическая Республика и Нагорный Карабах, который после 44-х дневной войны был переименован в Карабахский регион Азербайджанской Республики. В целом, республика делилась на 60 районов, имела 57 городов (в 1913 было 13), 119 посёлков городского типа.
В 1985 году в Советском Союзе начинается политика Перестройки и демократизации, приведшая, в частности, к ослаблению существовавшего ранее жёсткого контроля центральной и партийной власти в стране и Советского Союза как государства в целом. С 1987 года на территории Нагорно-Карабахской автономной области Азербайджанской ССР (населённой в основном армянами) на почве погромов в Баку и Сумгаите армянского населения (Сумгаитский погром) начинает разгораться тлевший в советское время армяно-азербайджанский конфликт. С самого начала конфликт омрачился волной этнического насилия (Сумгаитский погром). При этом напряжённость постоянно увеличивалась, появились погибшие и беженцы с обеих сторон. Следствием этого стали армянские погромы в январе 1990 года, переросшие в антисоветское восстание, координируемое Народным Фронтом Азербайджана. Восстание было подавлено Советской армией, однако, несмотря на это, с весны 1991 года конфликт переходит в открытое вооружённое противостояние.
5 февраля 1991 года Верховный Совет Азербайджанской ССР принимает закон об изменении названия республики на «Азербайджанская Республика», что не соответствовало статье 71 Конституции СССР.
30 августа 1991 года, после провала выступления ГКЧП, Верховный Совет Азербайджанской ССР провозгласил независимость республики. Первым президентом независимого Азербайджана стал президент Азербайджанской ССР, Первый Секретарь ЦК Компартии Азербайджана Аяз Муталибов.
Азербайджанская Республика (Азербайджанская ССР) формально оставалась в составе СССР до его распада 26 декабря 1991 года поскольку не были соблюдены процедуры, предусмотренные Законом СССР «О порядке решения вопросов, связанных с выходом союзной республики из СССР» от 3 апреля 1990 года.

## Государственный строй
По форме правления Азербайджанская ССР являлась советской республикой, что отражено в самом названии государства (для сравнения: АДР являлась парламентской республикой, современный Азербайджан — президентская). Основу управления составляли представительные органы — Советы. При таком устройстве отсутствует единоличный глава государства, вместо которого выступает коллегиальный орган, которым являлись Советы. Не действовал принцип разделения властей, поскольку Советы осуществляли представительную (законодательную) и исполнительную функции .
Относительно формы государственного устройства положения Конституции Азербайджанской ССР 1937 года исходили из принципов демократического централизма. Он основывается на обязательности решения вышестоящих органов для нижестоящих при выборности всех органов и подотчётности их нижестоящим.

### Органы управления
Высшим органом государственной власти и государственного управления до мая 1921 года являлся Азербайджанский Временный Революционный Комитет (Азревком), который 28 апреля 1920 года образовал Совет Народный Комиссаров. Были созданы Народные комиссариаты, заменившие собой министерства Азербайджанской Демократической Республики. В том числе Народный комиссариат иностранных дел, Народный комиссариат внутренних дел, Народный комиссариат труда и юстиции, Народный комиссариат земледелия, торговли, промышленности и продовольствия, Народный комиссариат финансов, Народный комиссариат просвещения и государственного контроля, Народный комиссариат почт, телеграфа и путей сообщения, Народный комиссариат здравоохранения и призрения.
Позднее были образованы Народный Комиссариат земледелия, Народный комиссариат продовольствия, Азербайджанский Совет народного хозяйства, Народный комиссариат рабоче-крестьянской инспекции, Народный комиссариат социального обеспечения, Народный комиссариат внешней торговли. Были отдельно созданы Народный комиссариат труда и Народный комиссариат юстиции.
В 1922 году Народный Комиссариат иностранных дел был упразднён. 8 марта 1944 года Комиссариат был воссоздан.

### Система ревкомов (1920—1921)
С первых дней установления Советской власти в городах и уездах стали создаваться местные органы власти — сельские, участковые и уездные революционные комитеты (ревкомы). М. Д. Багиров, возглавлявший Азербайджан в течение 20 лет (с 1933 по 1953 год), писал о ревкомах: «Это были первые контуры, ещё неясно очерченные, бледные, неверные — нового здания Советского строя…».
В состав Уездного революционного комитета входили председатель, его заместитель, секретарь комитета, начальник политотдела комитета и военный комиссар, которых утверждал Азревком. По представлению уездных революционных комитетов Народный Комиссар Внутренних дел Азербайджанской ССР утверждал членов участкового революционного комитета (председателя и двух членов). Уже по представлению участковых революционных комитетов уездный революционный комитет утверждал состав сельского революционного комитета (председатель и два члена), которые создавались в селениях, где насчитывалось не менее 300 жителей. Например, в Бакинском уезде было создано 4 участковых и 68 сельских революционных комитета.
Каждый из местных органов власти осуществлял свою деятельность на местах в соответствии со своей компетенцией. Деятельностью участковых и сельских революционных комитетов руководил Уездный революционный комитет, имевший отделы по различным отраслям работы. Так, в составе Кубинского революционного комитета в июне 1920 года состояли отделы управления, коммунальный, продовольственный, здравоохранения, финансов, земельный, социального обеспечения. Структурные подразделения существовали и в составе участковых революционных комитетов: отделы управления (административный), народного просвещения, земельный, снабжения, военный. Собственные отделы отсутствовали лишь в сельском революционном комитете. Однако, при необходимости ему предоставлялось право создавать комиссии для оказания помощи в разрешении хозяйственных вопросов.

### Съезд Советов и АзЦИК (1921—1938)
Первая Конституция Азербайджана, принятая на I Всеазербайджанском съезде Советов 19 мая 1921 года, установила следующую систему высших органов государственной власти: Азербайджанский съезд Советов, Азербайджанский Центральный Исполнительный Комитет (АзЦИК), который заменил собой Азревком, и его Президиум.
Высшей властью в Азербайджане обладал Азербайджанский съезд Советов. Не реже двух раз в год его созывал АзЦИК. В составе Съезда были представители всех городских Советов (соотношение 1 депутат на 1000 избирателей) и уездных съездов Советов (соотношение 1 депутат на 5000 избирателей). Всего состоялось 8 Съездов Советов, а IX являлся Чрезвычайным Съездом
Сам же АзЦИК избирался на Азербайджанском съезде Советов, причём из делегатов Съезда и находился в его подчинении. АзЦИК располагался под адресу Коммунистическая улица 11/13 на 2-м этаже. Во главе него стоял Председатель, которого избирали на первом заседании каждого нового созыва АзЦИК на срок полномочий самого АзЦИК. Вместе с ним избирались заместитель председателя и секретарь АзЦИК. Его численный состав был определён Конституцией не более 75 членов и 25 кандидатов, но в дальнейшем он расширялся с каждым очередным Съездом. Если I Всеазербайджанский съезд Советов избрал в состав АзЦИК 75 членов и 25 кандидатов, то II Съезд — 95 членов и 35 кандидатов, III Съезд — 115 членов и 37 кандидатов, IV Съезд — 159 членов и 27 кандидатов.
По инициативе своего Президиума, АзЦИК один раз в два месяца собирался на сессионные заседания, а в период между сессиями высшим органом власти являлся Президиум АзЦИК.
Общее управление делами Республики осуществлялось Советом Народных Комиссаров. Образовалось 17 Народных Комиссариатов. Добавились Народный Комиссариат путей сообщения, Народный Комиссариат нефти.

### Верховный Совет Азербайджанской ССР (1938—1991)
Систему Съездов Советов, когда несколько органов государственной власти и управления осуществляли законодательную деятельность, ликвидировала Конституция Азербайджанской ССР 1937 года, установившей Верховный Совет Азербайджанской ССР в качестве единственного законодательного органа республики. Как коллегиальный глава государства (формально) он просуществовал до 1991 года, пока им не была принята Декларация «О восстановлении государственной независимости Азербайджанской Республики» и не введена должность президента. 30 октября 1991 года Верховный Совете принял решение о передачи части своих полномочий Национальному Собранию (Милли Меджлису).
Срок полномочий Верховного Совета по Конституции 1937 года (по состоянию на 1966 год) длился 4 года, а по Конституции 1978 года — 5 лет. В соответствии с Основным законом 1978 года он состоял из 450 депутатов. За всю историю было 12 созывов Верховного Совета: I—IV созыва — 310, V созыв — 325, VI созыв — 345, VII созыв — 380, VIII созыв — 385, IX созыв — 400, X—XI созывы — 450 депутатов
В период между сессиями Верховного Совета функцию высшего органа государственной власти выполнял его Президиум. Он и его глава (Председатель Президиума) избирался Верховным Советом из числа депутатов Совета. Зданием Президиума Верховного Совета Азербайджанской ССР являлась бывшая Бакинская мусульманская женская школа (арх. И. В. Гославский), которая также служила парламентом Азербайджанской Демократической Республики.
Верховный Совет на первой сессии очередного созыва образовывал Совет Министров (правительство). Подбором его состава занимался Председатель Совета Министров, а кандидатуры утверждались Верховным Советом. Зданием Совета Министров, а также ЦК Компартии Азербайджанской ССР служил жилой дом Баксовета (арх. С. Дадашев и М. Усейнов).

### Министерства
28 марта 1946 года Совет Народных комиссаров был преобразован в Совет министров Азербайджанской ССР. Народные комиссариаты были преобразованы в Министерства.
До 1953 года действовало Министерство кинематографии. 18 апреля 1953 года оно было упразднено и вошло в состав вновь созданного Министерства культуры.
30 января 1954 года было образовано Министерство водного хозяйства Азербайджанской ССР.
До 1959 года действовало Министерство нефтяной промышленности Азербайджанской ССР. 31 июля 1959 года министерство было упразднено. Его полномочия переданы Совету народного хозяйства.
6 июня 1967 года были упразднены Министерство лёгкой промышленности, Министерство промышленности мясных и молочных продуктов, Министерство промышленности строительных материалов, Министерство рыбной промышленности, Министерство городского и сельского строительства.
6 июня 1967 года образовано Министерство строительства Азербайджанской ССР.

### Органы безопасности
3 мая 1954 года был образован Комитет государственной безопасности при Совете Министров Азербайджанской ССР.

### Президент Азербайджанской ССР (1990—1991)
В мае 1990 года Верховный Совет с согласия Консультативного совета единогласно избрал единственного кандидата — Первого секретаря ЦК Компартии Азербайджанской ССР А. Муталибова — первым президентом республики. После принятия 30 августа «Декларации о восстановлении государственной независимости Азербайджанской Республики» и вопреки протестам оппозиционного Народного фронта Азербайджана, 8 сентября прошли первые президентские выборы, победу на которых одержал Муталибов.

## История
12 мая 1920 года Азербайджанский Революционный комитет ликвидировал все сословия и звания. Создан Народный суд, Рабоче-Крестьянская милиция, Чрезвычайный комитет, Высший военный трибунал.
15 мая 1920 года был издан декрет об отделении религии от государства. Запрещены религиозные обряды и праздники.
4 июля 1920 года введён трудовой паёк. Работающее население поделено на категории в зависимости от сложности условий труда. Размер пайка определялся для каждой категории Народным Комиссариатом продовольствия.
23 августа 1920 года вследствие продовольственного кризиса введена монополия на зерно, хлеб. Зерно полученного урожая, за необходимым количеством для посева и личного потребления, было изъято у крестьян, занимавшихся посевами. Установлено государственное регулирование цен на зерно.
Создан Азербайджанский совет профессиональных союзов.
Декретом АзРевкома от 23 сентября 1920 года были созданы комитеты бедноты, которые в 1921 году были заменены сельсоветами. Было избрано 1 400 сельсоветов, насчитывавших 30 000 депутатов.
24 сентября 1920 года введена трудовая повинность в виде обязательных общественно-полезных работ. Повинность осуществлялась независимо от наличия основной работы. Образован Главный Комитет по всеобщей трудовой повинности. Уклонявшиеся от повинности предавались суду. Действовали штрафные трудовые части.
В 1921 году были упразднены таможенные и пограничные посты между Азербайджанской ССР и РСФСР, объединены государственные органы торговли, железнодорожный транспорт.
8 марта 1921 года впервые был отмечен Международный женский день. В праздновании приняли участие мусульманки, армянки, горные еврейки, грузинки. Перед зданием Центрального комитета партии в Баку проведён многотысячный митинг с участием женщин. Каждый из ораторов выступал на своём языке.
30 декабря 1922 года Азербайджанская ССР вошла в состав СССР.

## Политические партии
Политическая власть в СССР и её республиках фактически принадлежала партии. За все годы существования Советского Азербайджана монополией на власть в республике обладала Компартия Азербайджана (так называемый однопартийный режим), входившая с другими республиканскими Компартиями (кроме РСФСР, образовавшей свою Компартию только в 1990 году) в состав ВКП(б)/КПСС. Глава партийного аппарата (первый секретарь ЦК) де-факто являлся руководителем республики. Первые многопартийные выборы в Азербайджанской ССР прошли осенью 1990 года, победу на которых одержала Компартия Азербайджана.

### Компартия Азербайджанской ССР
Азербайджанская коммунистическая партия (большевиков) или сокращённо АКП(б) образовалась 11 февраля 1920 года на нелегальном Первом съезде коммунистических организаций Азербайджана в Баку путём слияния трёх организаций социалистической ориентации: «Гуммет», «Адалят» и Бакинского комитета РКП(б). Основным ядром новообразовавшейся партии стала Бакинская большевистская организация. Партия просуществовала 71 год и на своём Чрезвычайном съезде, прошедшем 10 сентября 1991 года, самораспустилась.
Все три указанных организаций были социал-демократическими по своему происхождению. Бакинский комитет Российской социал-демократической рабочей партии (Бакинский комитет РСДРП) был создан весной 1901 года руководящим центром бакинских революционных социал-демократов и занял позицию видного революционного деятеля XX века В. И. Ульянова (Ленина) и газеты «Искра». На II съезде РСДРП в 1903 году произошёл раскол партии на две фракции: большевиков (во главе с Лениным) и меньшевиков (во главе с Мартовым). Раскол сохранялся вплоть до 1917 года, когда две фракции окончательно размежевались и стали самостоятельными партиями в виде РСДРП(б) и просто РСДРП. После смены названия на Коммунистическую партию Бакинский комитет РСДРП(б) станет Бакинским комитетом РКП(б).
Деятельность организации «Гуммет» («Энергия») берёт своё начало с октября 1904 года. По утвердившемуся в историографии мнению «Гуммет» создал Бакинский комитет РСДРП как свой филиал и эта организация не являлась самостоятельной (С. М. Эфендиев, писал, что она была органически связана с Бакинским комитетом РСДРП и одновременно пользовалась автономией). Зато зарубежные исследователи видели в создании «Гуммет» своеобразный феномен российской социал-демократии, в которой совместились марксизм с тюркским национализмом и которая независимо существовала от РСДРП. Проблема самостоятельности «Гуммет» в хрущёвскую эпоху вызвало полемику между учёными Баку и Москвы, в частности вокруг фундаментальной монографии «История Коммунистической партии Азербайджана» (1958). Если заведующий кафедрой Закавказской высшей партийной школы, профессор П. Н. Валуев подвергал критике представить «Гуммет» как самостоятельную партию азербайджанских коммунистов, то азербайджанские учёные решительно возразили попыткам несправедливо принизить роль «Гуммет». В постсоветское время одна из азербайджанских исследовательниц, И. Багирова, пришла к заключению, что инициатива создания «Гуммет» принадлежала группе азербайджанских интеллигентов-демократов. Что касается партии «Адалят», то она была основана в 1916 году в Баку иранскими иммигрантами.
Официальной идеологией КПСС, в состав которой входила Компартия Азербайджанской ССР, являлся марксизм-ленинизм (иначе говоря ленинская версия учения К. Маркса), включавший три компонента: политическую экономию, марксистско-ленинскую философию и научный коммунизм. За 1920 — апрель 1979 годы в Азербайджане на азербайджанском языке было издано 414 печатных единиц произведений К. Маркса, Ф. Энгельса и В. И. Ленина (332 — Ленина, 33 — Энгельса, 29 — Маркса, 20 — Маркса и Энгельса). Вместе с тем, внутри ВКП(б) в 1920—1930-х годах сложилась троцкистская разновидность учения Маркса, базирующаяся на взглядах Л. Д. Троцкого и других лидеров левой оппозиции. Политическая система времён Сталина и лежащая в ней идеология рассматривается как сталинизм.
К своему I нелегальному съезду 1920 года численный состав Компартии Азербайджана составлял около 4 тысячи человек, а в январе 1921 года она насчитывала 15,4 тысяч членов. За последующие десятилетия она значительно увеличилась. К 1 января 1979 года её численный состав доходил до 313,742 человека (300,786 члена и 12,956 кандидатов члены). Для сравнения, правящая в нынешнем Азербайджане (с 1993 года) партия «Новый Азербайджан» только за 25 лет (к 2018 году) достигла численности 725 тысяч человек.
В социальном отношении к 1 января 1924 года рабочих в партии составляло 30,4 %, крестьян почти треть, а служащих и прочих — 41,4 %. Если на начало 1966 года доля рабочих достигала 33,5 %, то к началу 1979 года она возросла до 42,2 %, в то время как доля крестьян составляла четверть с небольшим, а служащих и остальных за эти годы снизилось с 42,6 % до 37,1 %. При этом в первые годы после образования более половины коммунистов (56,8 %) находились в сельской местности, но с ростом индустриализации это соотношение поменялось в пользу города.
Что касается национального состава, то в 1921 году доля азербайджанцев в Компартии Азербайджанской ССР составляла 42,2 %. В дальнейшем эта доля выросла. На 1 января 1979 года Компартия на 72,9 % состояла из азербайджанцев, 10,8 % — армян, 2,6 % — лезгин, 1,1 % — евреев, а также других.
При зарождении АКП(б) она имела свой главный орган — Центральный Комитет (ЦК), орган политического руководства из членов ЦК (Политбюро), Оргбюро. На начальном этапе сеть партийных органов Компартии республики состояла из Бакинского и 16 уездных комитетов. Так обстояло дело со всей ВКП(б) // КПСС. Руководящей должностью организационно-технического аппарата общесоюзной партии — Секретариата ЦК ВКП(б) — в 1922 году становится генеральный секретарь (генсек), которую занимает Сталин. На протяжении последующих десятилетий в ВКП(б) // КПСС происходят структурные изменения. Центральный Комитет (ЦК) стал играть роль «внутрипартийного парламента», роль исполнительного органа партии перешла к Секретариату ЦК ВКП(б), а деятельность Оргбюро слилась с Секретариатом. К концу 1920-х годов Сталин сосредоточил в своих руках столь значительную личную власть, что должность стала ассоциироваться с высшим постом в партийном руководстве, хотя Устав ВКП(б) не предусматривал её существование. Заложенную Сталиным систему разгромленные оппозиционеры станут именовать «диктатурой секретариата» (Бухарин назовёт это «секретарским режимом»). Во главе ЦК Компартии Азербайджана стоял Первый Секретарь. Во времена Л. И. Брежнева на уровне ЦК Компартий республик существовал принцип, что секретарь по идеологии — это второй секретарь, за ним следует секретарь по промышленности (таким образом, он как бы являлся третьим секретарём).
Партийная система охватила различные стороны жизни, в том числе и молодое поколение. В июле 1920 года состоялся Первый съезд созданного в 1918 году (как «Союз интернациональной рабочей молодёжи г. Баку и его районов») Комсомола Азербайджанской ССР (ЛКСМ Азербайджана, то есть Ленинского Коммунистического Союза молодёжи Азербайджана). Его численный состав на 1 января 1975 года составил 619,258 человек, при этом удельный вес азербайджанцев на 1974 год составлял 74,4 %. О борьбе комсомольской молодёжи за Советскую власть поэт Самед Вургун написал эпическую Комсомольскую поэму, по мотивам которой на студии «Азербайджанфильм» был снят фильм «Семеро сыновей моих». По инициативе комсомольских ячеек со второй половины 1922 года в республике, особенно в Баку, начали создавать пионерские отряды. В 1936 году в Баку открылся Дом пионеров, переименованный в 1952 году во Дворец пионеров.
В Баку располагалась Бакинская высшая партийная школа (ныне Академия государственного управления при президенте Азербайджана). На площади Молодёжи располагалась Библиотека Бакинского горкома партии имени С. М. Кирова, где проходили занятия Вечернего университета марксизма-ленинизма при Бакинском комитете Компартии Азербайджана.

### Народный фронт Азербайджана
Деятельность Народного фронта Азербайджана (НФА) началась с «Клуба бакинских учёных» из числа молодых либералов (З. Ализаде, Л. Юнусова, Т. Гасымова, Х. Гаджизаде, И. Гамбарова, Э. Мамедова). Организованная ими летом 1988 года Инициативная группа по созданию НФА объединилась в конце февраля — начале марта 1989 года с организацией Н. Панахова «Варлыг», но вскоре на первое место здесь выходит не связанный с ними учёный-востоковед А. Алиев (Эльчибей). На III конференции НФА в январе 1990 года произошло отделение либеральной части этой организации. Лидеры либералов (З. Ализаде и Л. Юнусова) создали Социал-демократическую группу, послужившей основой для Социал-демократической партии Азербайджана.

### Социал-демократическая партия Азербайджана
Социал-демократическая партия Азербайджана была зарегистрирована в 1990 году и стала первой официально зарегистрированной партией в Азербайджанской ССР. Её председатель Араз Ализаде в 1991 году избирался в Верховный Совет Азербайджана.

## Административное устройство
Азербайджанская ССР была, согласно Конституции, «социалистическое государство рабочих и крестьян, союзная советская социалистическая республика, входящая в состав Союза ССР». Высший орган государственной власти — однопалатный Верховный Совет Азербайджанской ССР, избиравшийся на 4 года по норме: 1 депутат от 12,5 тысяч жителей. В период между сессиями Верховного Совета высшим органом государственной власти был Президиум Верховного Совета Азербайджанской ССР. Верховный Совет образовывал правительство республики — Совет Министров, принимал законы Азербайджанской ССР и т. п. Местными органами власти в районах, городах, посёлках и сёлах, а также в Нагорно-Карабахской АО являлись соответствующие Советы депутатов трудящихся, избиравшиеся населением на 2 года. В Совете Национальностей Верховного Совета СССР Азербайджанская ССР была представлена 32 депутатами (кроме того, входящие в состав Азербайджана ССР Нахичеванская АССР и Нагорно-Карабахская АО были представлены в Совете Национальностей 11 и 5 депутатами соответственно).
Высшим судебным органом Азербайджанской ССР являлся по Конституции Верховный суд республики, избиравшийся Верховным Советом Азербайджанской ССР сроком на 5 лет, действовал в составе 2 судебных коллегий (по гражданским делам и по уголовным делам) и Пленума. Кроме того, был образован Президиум Верховного суда. Прокурор Азербайджанской ССР, а также прокуроры Нахичеванской АССР и Нагорно-Карабахской АО назначались Генеральным прокурором СССР сроком на 5 лет.

## Правовая система

### Судопроизводство
12 мая 1920 года учреждён Народный суд, уполномоченный вести производство по гражданским и уголовным делам. Суд учреждался в уездных или городских районах. Судьи избирались Советом рабочих и крестьянских депутатов. Постановлением АзРевКома № 7 от 12 мая 1920 года было запрещено судам при вынесении решений ссылаться на законы свергнутых правительств. Таким образом, в Азербайджанской ССР с момента её создания было запрещено применять правовые акты АДР и Российской Империи. До принятия гражданского и уголовного процессуальных кодексов судопроизводство регулировалось Декретом АзРевКома № 7 от 12 мая 1920 года.
Расследование уголовных дел делилось на дознание и предварительное следствие. Дознание производилось милицией. Предварительное следствие — следственными комиссиями.
9 июля 1920 года декретом АзРевКома учреждён третейский суд. На рассмотрение третейского суда могли выноситься гражданские споры между сторонами по соглашению между ними. Третейскому суду были подведомственны все споры по гражданским делам. Срок рассмотрения дела третейским судом составлял до 4 месяцев. Решения третейского суда являлись обязательными и подлежали принудительному исполнению через народный суд.
Решение третейского суда могло быть обжаловано в совет народных судей. В случае отмены решения оно рассматривалось народным судом.

### Нотариат
Декретом АзРевКома № 17 от 25 мая 1920 года в составе Комиссариата юстиции учреждена Коллегия народных нотариусов. Нотариат входил в состав Народного комиссариата юстиции как ведомственный государственный орган. Нотариусы числились в штате государственных органов как государственные служащие.

### Органы прокуратуры
11 июля 1922 года принят декрет АзЦИК «О государственной прокуратуре Азербайджанской ССР». При судах действовали прокуроры. Народный комиссар юстиции являлся также генеральным прокурором.

## Финансовая система
31 мая 1920 года Азербайджанский Государственный банк переименован в Азербайджанский Народный банк. На территории Республики разрешено свободное обращение денежных знаков РСФСР наравне с азербайджанскими. Аннулированы донские денежные знаки, также имевшие хождение на территории Азербайджанской ССР.
Произведена эмиссия новых денежных знаков номиналом 5, 100, 1000 манат образца 1920, 1922 года. Разрастался экономический кризис. Наблюдалась гиперинфляция. К 1923 году вследствие кризиса правительство Азербайджанской ССР выпустило денежные знаки номиналом 5 000 000 рублей. В 1924 году была осуществлена эмиссия денежных знаков номиналом 10 000 000 манат. В четвёртой эмиссии номинал одной купюры достиг 10 млрд рублей.

С апреля 1920 года Азербайджанская ССР вела денежную эмиссию и только за 1921 год выпустила 680 миллиардов рублей.
В 1923 году было открыто Бакинское отделение Государственного банка СССР. Были проведены денежные реформы 1947 и 1961 года.
28 сентября 1920 года при Комиссариате финансов учреждено Государственное хранилище ценностей Азербайджанской ССР (Гохран).
Гохран занимался хранением, учётом золота, платины, серебра, бриллиантов, цветных драгоценных камней, жемчуга.
Все учреждения на территории страны были обязаны сдать в Гохран все имеющиеся у них на 28 сентября 1920 года данные ценности.
Добывавшие и производившие ценности предприятия на территории страны по изготовлении изделий должны были сдавать их в Гохран по мере производства.

## Бюджет
Государственный бюджет утверждался Верховным Советом Азербайджанской ССР по представлению Совета Министров Азербайджанской ССР.
Действовала Бюджетная комиссия Верховного Совета Азербайджанской ССР.

## Налоговая система
Действовали налог с оборота, отчисления от прибыли, подоходный налог. Также действовали налог на холостяков, одиноких и малосемейных граждан, сельскохозяйственный налог.

## Экономика
- Производство промышленной продукции по годам

## Вооружённые силы
После установления советской власти местные вооружённые силы некоторое время содержались в виде Азербайджанской красной армии, в которой состояло 6949 человек.

## Местные органы власти
В 1920 году в уездах и сёлах учреждены уездные, участковые, сельские революционные комитеты.
23 сентября 1920 года участковые, сельские революционные комитеты были заменены Комитетами бедноты. Комитеты бедноты, уездные революционные комитеты были подчинены Народному Комиссариату внутренних дел.
Уездные революционные комитеты возглавлялись уездными комиссарами.
Комитеты бедноты, уездные революционные комитеты являлись высшими органами власти на территории, на которой они были созданы.
Высшей властью в пределах города являлся Городской Совет рабочих и крестьянских депутатов.
17 апреля 1920 года уездные революционные комитеты заменены на уездные съезды Советов и уездные исполнительные комитеты.

## Социальное обеспечение
Оплата труда всех работников на территории Республики осуществлялась в соответствии с тарифами, утверждёнными Азербайджанским Советом профессиональных союзов.
Минимальный размер тарифной ставки заработной платы в Баку на 1920 год составлял 2 400 рублей.

### Награды
Азербайджанская ССР являлась орденоносной республикой: она была награждена тремя орденами Ленина (1935, 1964, 1980), орденом Октябрьской Революции (1970) и орденом Дружбы народов (1972). Государственные награды Азербайджанской ССР.

### Культура
C 1919 года выходила республиканская газета на азербайджанском языке «Коммунист».
С 1967 года впервые стал официально отмечаться Новруз байрам.

### Социальный и этический идеал
В 1961 году на XXII съезде КПСС был сформулирован «Моральный кодекс строителя коммунизма». Он содержал идеал советского общества. Текст кодекса включал 12 пунктов:
1. Преданность делу коммунизма, любовь к социалистической Родине, к странам социализма;
2. Добросовестный труд на благо общества: кто не работает, тот не ест;
3. Забота каждого о сохранении и умножении общественного достояния;
4. Высокое сознание общественного долга, нетерпимость к нарушениям общественных интересов;
5. Коллективизм и товарищеская взаимопомощь: каждый за всех, все за одного;
6. Гуманные отношения и взаимное уважение между людьми: человек человеку друг, товарищ и брат;
7. Честность и правдивость, нравственная чистота, простота и скромность в общественной и личной жизни;
8. Взаимное уважение в семье, забота о воспитании детей;
9. Непримиримость к несправедливости, тунеядству, дурости, нечестности, карьеризму, стяжательству;
10. Дружба и братство всех народов СССР, нетерпимость к национальной и расовой неприязни;
11. Нетерпимость к врагам коммунизма, дела мира и свободы народов;
12. Братская солидарность с трудящимися всех стран, со всеми народами[84].

### Изобразительное искусство
После установления советской власти в Азербайджане в 1920 году в Азербайджане начало формироваться искусство нового типа. В 1920 году в Баку было открыто первое художественное училище, где создавали новые жанры изобразительного искусства.
В 1930-е годы в области графики работали такие художники, как Азим Азимзаде, Газанфар Халыков, Исмаил Ахундов, Алтай Гаджиев, М. А. Власов, Кязым Кязымзаде, А. Мамедов и др. создавались иллюстрации к книгам азербайджанских и зарубежных писателей. На актуальные темы того времени рисовались плакаты.
В 1928 году открылась первая творческая выставка Азербайджанского общества молодых художников. В 1930-е годы успехом пользовалась выставка Азербайджанского союза революционного изобразительного искусства.
В 1932 году был создан комитет азербайджанских художников. В этот период известны работы С. Шарифзаде «Уборка винограда», «Портрет А. Азимзаде» Г. Хагвердиева, «Портрет Низами Гянджеви» Газанфара Халыгова, а также работы Микаила Абдуллаева, Бёюкага Мирзазаде, Б. Алиева, Саттара Бахлулзаде, Камиля Ханларова. Первый съезд азербайджанских художников состоялся в 1940 году.
В годы Второй мировой войны создавались в основном политические плакаты и сатирические карикатуры. Создавали политические карикатуры такие уже известные художники как А. Азимзаде, Г. Халыгов, И. Ахундов, А. Гаджиев, С. Шарифзаде.

«Мечта Земли». Саттар Бахлулзаде. 1964 год

Этап художественной зрелости наступил в азербайджанском изобразительном искусстве в середине 50-х годов. Во второй половине XX века обрели известность такие художники советского Азербайджана, как Микаил Абдуллаев, Таир Салахов, Видади Нариманбеков, Саттар Бахлулзаде, Тогрул Нариманбеков, Надир Абдуррахманов и др. В произведениях Б. Алиева, Л. Фейзуллаева, А. Мамедова, А. Вердиева и др. находят своё отражение темы труда и индустрии. Темы, посвящённые историческому прошлому, обычаям и традициям азербайджанского народа, темам войны и мира видны в творчестве Э. Рзагулиева, В. Нариманбекова, Т. Садыгзаде, А. Гусейнова, К. Наджафзаде и др.
Успешно проявила себя в области станковой графики и книжной иллюстрации Марал Рахманзаде — первая азербайджанка, получившая профессиональное художественное образование.
Мифологические представления нашли своё отражение в произведениях Дж. Мирджавадова, Н. Рахманова, К. Ахмедова, Г. Юнусова, С. Вейсова, А. Ибрагимова, И. Мамедова, С. Мирзазаде, Ф. Хашимова, Ф. Гуламова, А. Самедова и др.
В жанре пейзажа работали Н. Гасымов, К. Ханларов, М. Тагиев, С. Хагвердиев, Т. Джавадов, Ф. Халилов, Б. Маратлы, Н. Рзаев, А. Аскеров, У. Хаквердиев и др. К современным жанрам близки работы Ф. Халилова, посвящённые природе Апшерона, а также работы скульптора и графика С. Курбанова.
Одним из известных азербайджанских художников-пейзажистов, отображавший красоты природы Азербайджана был народный художник республики Саттар Бахлулзаде. Известны такие его работы, как Мечта Земли, «Дорога в Гызбановше» (азерб. Qızbənövşəyə gedən yol), «Родные равнины» (азерб. Doğma düzənliklər), «Тоска по земле» (азерб. Torpağın həsrəti), «Слёзы Кяпаза» и др.
Развивалось также театрально-декорационное искусство. Среди известных художников в этой области — Нусрат Фатуллаев и Бадура Афганлы.

## Спорт
Своим декретом от 1923 года АзЦИК санкционировал организацию дела физического воспитания молодого поколения и для руководства работой в этом направлении при АзЦИК был создан Совет физкультуры. По решению правительства ЗСФСР в ноябре 1930 года в Баку открылся Закавказский государственный институт физической культуры, который в 1936 году был реорганизован в Азербайджанский государственный институт физической культуры им. С. М. Кирова.
До провозглашения Советской власти здесь существовало одно спортивное общество «Сокол», несколько футбольных команд. Во времена Советского Азербайджана росло количество коллективов физической культуры. Если в 1946 году в Азербайджане насчитывалось 1623 физкультурных коллектива (75 тысяч спортсменов), на 1 января 1957 года — 3,863 коллектива физической культуры (объединяли 292,1 тысяч физкультурников), то в 1962 году — 4043 коллектива (объединяли 438 тысяч человек). В 1925 году было создано спортивное общество «Динамо». Строились спортивные сооружения. В 1951 году в Баку появился республиканский стадион им. Сталина (ныне Республиканский стадион имени Тофика Бахрамова), в 1980-х годах — Дворец ручных игр.
Команды и спортсмены Азербайджана участвовали во многих общесоюзных соревнованиях. В 1966 году спортсмены клуба «Нефтяник» заняли 3-е место как на чемпионате СССР по волейболу среди женщин, так и на чемпионате СССР по футболу. В дальнейшем под названием «Нефтчи» женская команда в 1974 году заняла 2-е место, а уже в 1991 году под именем БЗБК выиграла Кубок СССР по волейболу среди женщин. В 1985 году уроженец Баку Г. К. Каспаров одержал победу над А. Е. Карповым в матче на первенство мира по шахматам, после чего в Азербайджане начался самый что ни на есть шахматный бум.
В числе наиболее известных азербайджанских спортсменов волейболистка И. В. Рыскаль, ставшей двукратной олимпийской чемпионкой (1968, 1972), мира (1970) и трёхкратной чемпионкой Европы (1963, 1967 и 1971); футболист А. А. Банишевский, нападающий сборной СССР и вице-чемпион Европы (1972); сильнейший парный игрок СССР по теннису в 1960-х годах С. А. Лихачёв, ставший трёхкратным чемпионом Европы в парном разряде (1969—1970, 1972). Борец И. Дадашев четырежды завоевал звание чемпиона СССР.

## Население
По переписи 1921 года в Азербайджане проживало 1 881 399 человек. По данным Закавказского центра статистического управления (ЗАКЦСУ) к 1 января 1925 года в республике насчитывалось 2,084,008 человек (без Нахичеванской АССР). В первые десятилетия численность населения Советского Азербайджана росла. Если за период с 1897 по 1920 год среднегодовой темп роста составил 0,37 %, то за период с 1920 по 1939 год общая численность населения республики увеличилась на 67,8 %, что составило 3,6 % среднегодового темпа прироста.
К середине 1920-х годов городское население Азербайджана составляло 24,4 %, а сельское — 75,6 %. Средняя плотность населения составляла 24,4 на 1 км кв., на то время значительно уступая Грузии и Армении. В течение последующих лет уровень урбанизации значительно вырос. К началу 1940 года удельный вес городского населения в общей численности населения равнялся 37,1 %; к 1960 году — 48,0 %; к началу 1970 года — 50,0 % и к началу 1976 года достиг 51,7 % (почти за 60 лет Азербайджанской ССР численность городского населения республики выросло в 7,2 раза). Высокому темпу прироста городского населения поспособствовали процессы преобразования сельских населённых пунктов в городские и внутриреспубликанская миграция, выразившееся в перемещении населения из села в город. Если в 1926 году в Азербайджане насчитывалось 18 городов и 16 посёлков городского типа, то в 1975 году количество городских поселений возросло до 186.

### Языки
В Советском Азербайджане на законодательном уровне допускалось использования в различных учреждениях иных языков населения. АзЦИК, при осуществлении декларации Второй сессии Закавказского ЦИКа «О языке госучреждений и обеспечении прав национальных меньшинств» от 1923 года, издал 27 июня 1924 года декрет «О применении в государственных учреждения республики государственного языка и языков большинства населения и национального меньшинства». Этим декретом АзЦИК наделил азербайджанский статусом государственного языка в республике, а языкам большинства населения из числа неазербайджанцев и языкам национальных меньшинств предоставил возможность употребления в государственных учреждениях.
По Конституции Азербайджанской ССР 1937 года государственным языком Советского Азербайджана был азербайджанский. Только статья эта появилась тогда, когда 21 августа 1956 года был принят закон о дополнении Конституции Азербайджанской ССР 1937 года статьёй о государственном языке. Конституция Азербайджанской ССР 1978 года также провозглашала азербайджанский государственным языком в республике.
По той же Конституции 1937 года (в редакции от 1956 года) «национальным меньшинствам, населяющим территорию Азербайджанской ССР, обеспечивается право свободного развития и употребления родных языков как в своих культурных, так и в государственных учреждениях». В Конституции 1978 года было прописано, что в государственных и общественных органах, учреждениях культуры, просвещения и других «обеспечивается свободное употребление… русского языка, а также других языков населения, которыми оно пользуется».

## Республика в филателии

Почтовые марки СССР
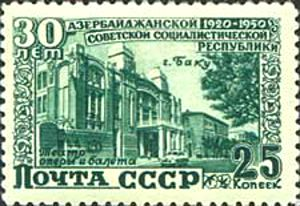
1950 год. Театр оперы и балета
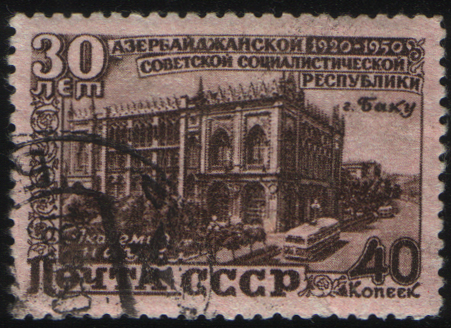
1950 год. Академия наук
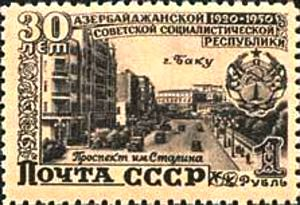
1950 год. Проспект им. Сталина
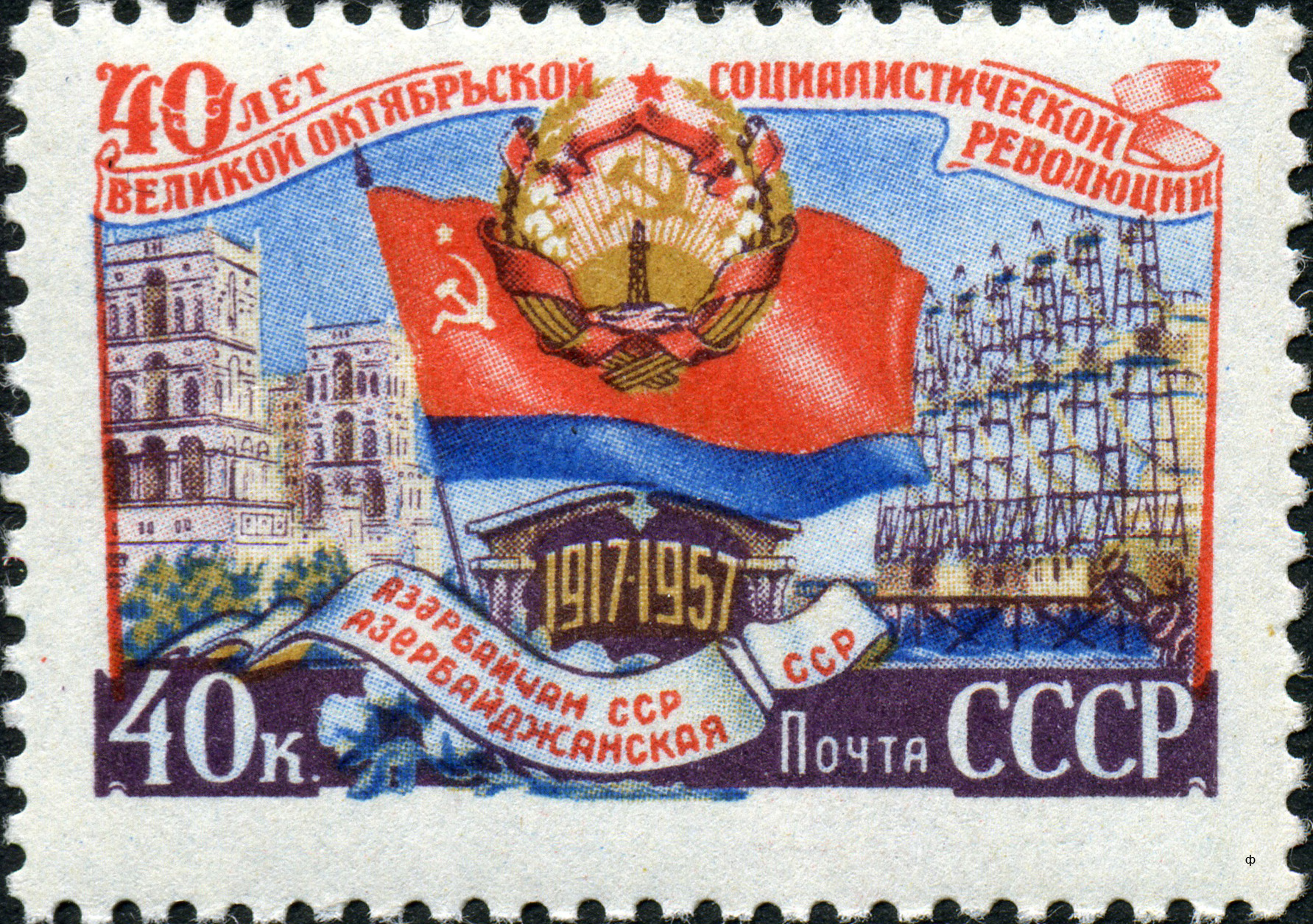
Почтовая марка СССР, 1957 год. 40 лет Октябрьской социалистической революции. Азербайджанская ССР
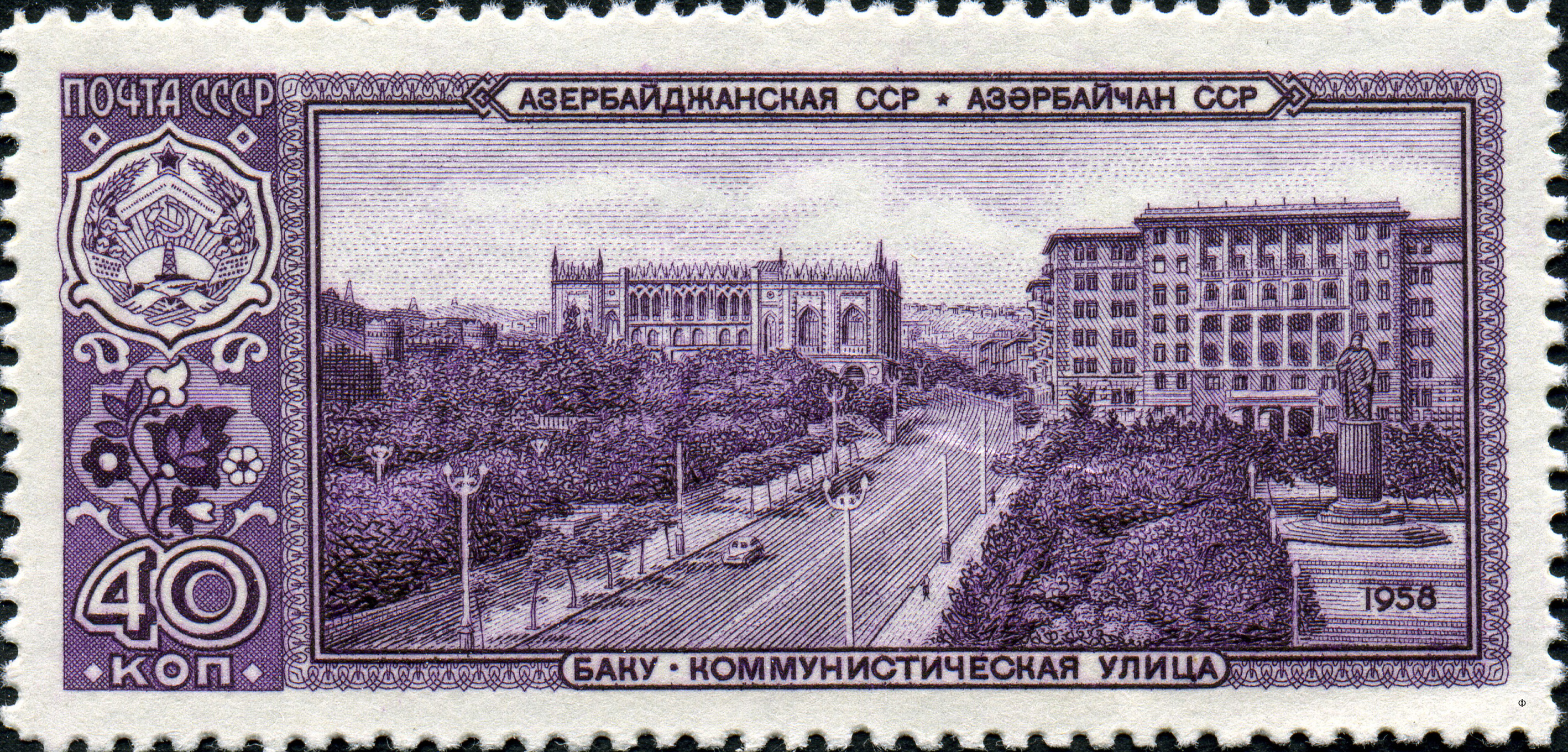
Почтовая марка 1958 год. Азербайджанская ССР. Баку. Коммунистическая улица
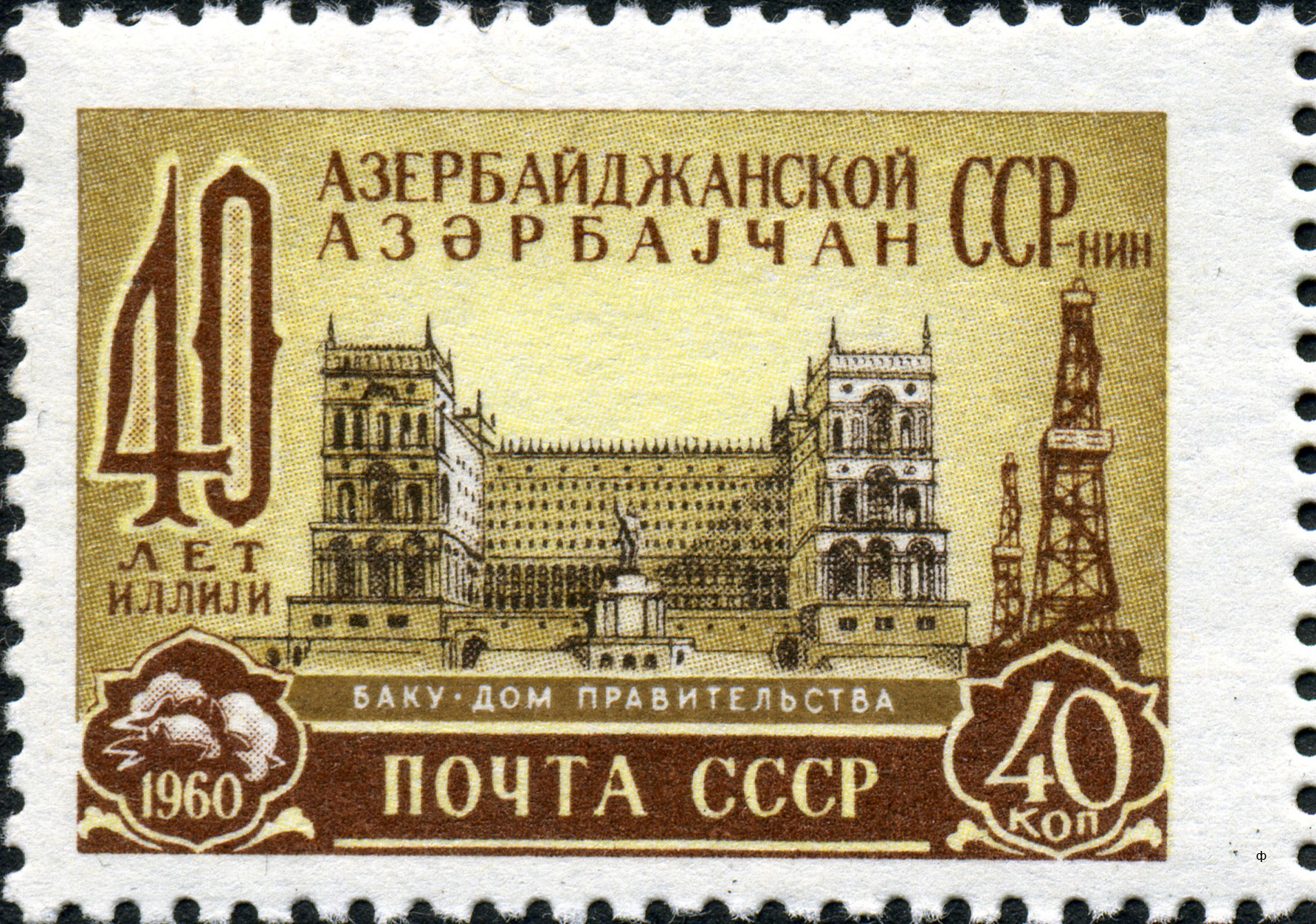
Почтовая марка 1960 год. 40 лет Азербайджанской ССР. Баку, дом правительства
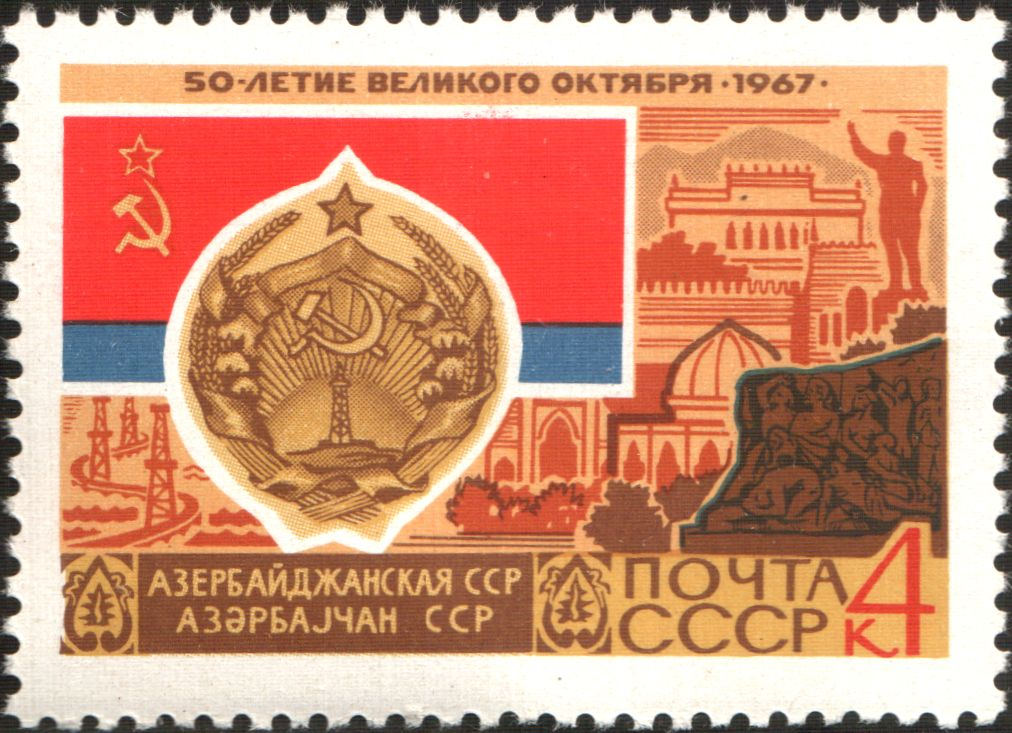
Почтовая марка 1967 год
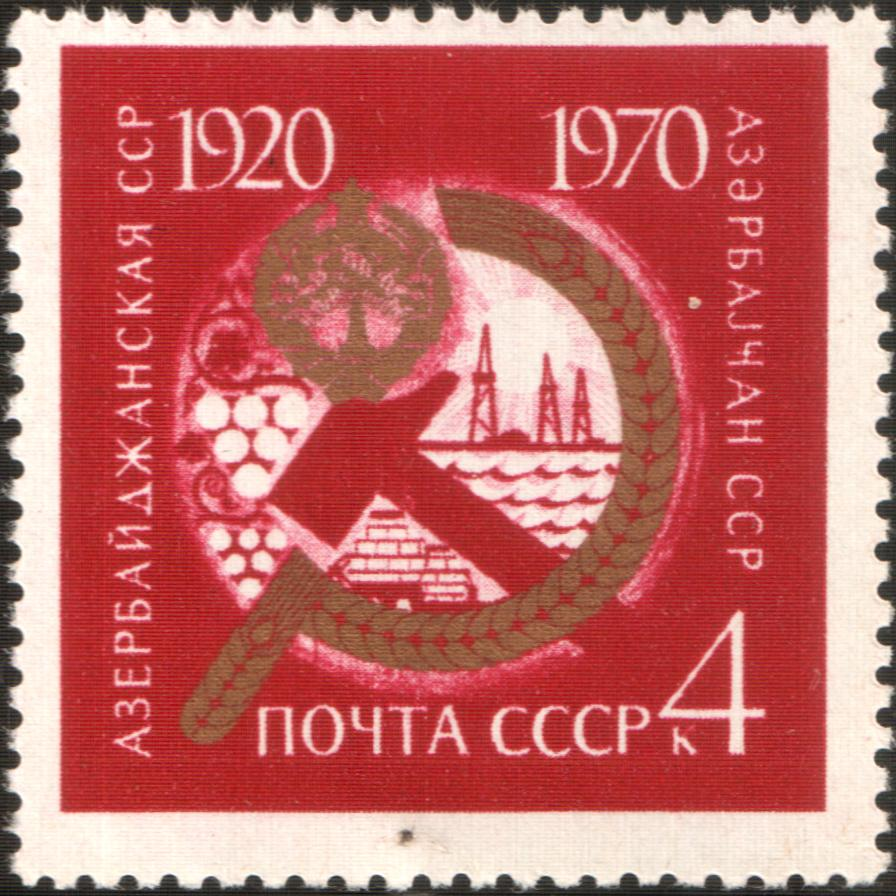
Почтовая марка 1970 год
Почтовая марка 1979 год. 60 лет Республики